# Rengârenk
Rengârenk är ett studioalbum av den turkiska sångaren Sertab Erener. Det gavs ut den 2 juni 2010 och innehåller 17 låtar.

## Låtlista
| Nr  | Titel                                                | Längd |
| --- | ---------------------------------------------------- | ----- |
| 1.  | Rengarenk                                            | 2:39  |
| 2.  | Bir Varmışım Bir Yokmuşum                            | 3:15  |
| 3.  | Koparılan Çiçekler                                   | 4:24  |
| 4.  | Asla                                                 | 3:57  |
| 5.  | Bir Damla Gözlerimde                                 | 3:55  |
| 6.  | İkimiz Bir Fidanın                                   | 3:12  |
| 7.  | Bir Çaresi Bulunur                                   | 3:34  |
| 8.  | Avare                                                | 2:52  |
| 9.  | İstanbul                                             | 3:31  |
| 10. | Ego                                                  | 4:11  |
| 11. | Bu Böyle                                             | 4:46  |
| 12. | Ayrılık Ve Biz                                       | 4:04  |
| 13. | Açık Adres (Akustik)                                 | 4:30  |
| 14. | Koparılan Çiçekler (Akustik)                         | 4:05  |
| 15. | Koparılan Çiçekler (David Saboy & Ozan Yılmaz Remix) | 4:53  |
| 16. | Koparılan Çiçekler (Philippe Laurent Remix)          | 4:03  |
| 17. | Koparılan Çiçekler (Burak Yeter Remix)               | 6:08  |